# Juice Wrld
Juice Wrld, artistnamn för Jarad Anthony Higgins, född 2 december 1998 i Chicago, död 8 december 2019 i Oak Lawn i Chicago, var en amerikansk rappare. 
Juice Wrld blev känd genom låtarna "All Girls Are The Same" och "Lucid Dreams”. Nästan alla hans låtar klassades i genren emo-rap, och de handlade om tragiska ämnen som drogberoende och psykisk ohälsa. Han var även en talangfull freestyler, där han var känd för att kunna stå och freestyla länge framför en kamera.

## Karriär

### 2018–2019
Juice Wrld släppte i maj 2018 sitt debutalbum ”Goodbye and Good Riddance”, som gjorde att han slog igenom rejält som artist. På albumet fanns många hitlåtar som ”All Girls are the same”, ”Lean Wit me”, ”Black and White”, men framför allt ”Lucid Dreams” som (2024) har över 2,6 miljarder spelningar på Spotify. Senare samma år släppte han ytterligare två singlar till albumet; ”Wasted” och ”Armed and Dangerous”, där båda låtarna blev virala. Bortsett från albumet släppte Juice under juni 2018 även låten ”Legends”, som en hyllning till de bortgångna rapparna Lil Peep och XXXTentacion, bara några dagar efter att XXXTentacion blev skjuten. I mars 2019 så släppte Juice sitt andra album, ”Death Race for Love”, där den mest framstående låten på albumet var ”Robbery”, följt av låtar som ”Fast”, ”Feeling” och ”Empty”. 
I juli 2019 medverkade Juce Wrld på hiphop-festivalen Smash på Stadion, Stockholm.
I oktober samma år släppte Juice singeln ”Bandit” tillsammans med NBA Youngboy, vilket skulle bli den sista låten innan hans bortgång. 

### Död
Den 8 december 2019 fördes rapparen till sjukhus efter att han fått ett epileptiskt anfall. Han avled på sjukhuset samma dag. Det fastslogs senare att dödsorsaken var en överdos av oxikodon och kodein.
I april 2020 släpptes den första singeln efter hans död, ”Righteous”. Den 10 juli släpptes albumet Legends Never Die med 21 låtar som handlar om hans mentala problem och drogberoende.
2021 släpptes det postuma albumet Fighting Demons.